# La Otra Rusia (partido político)

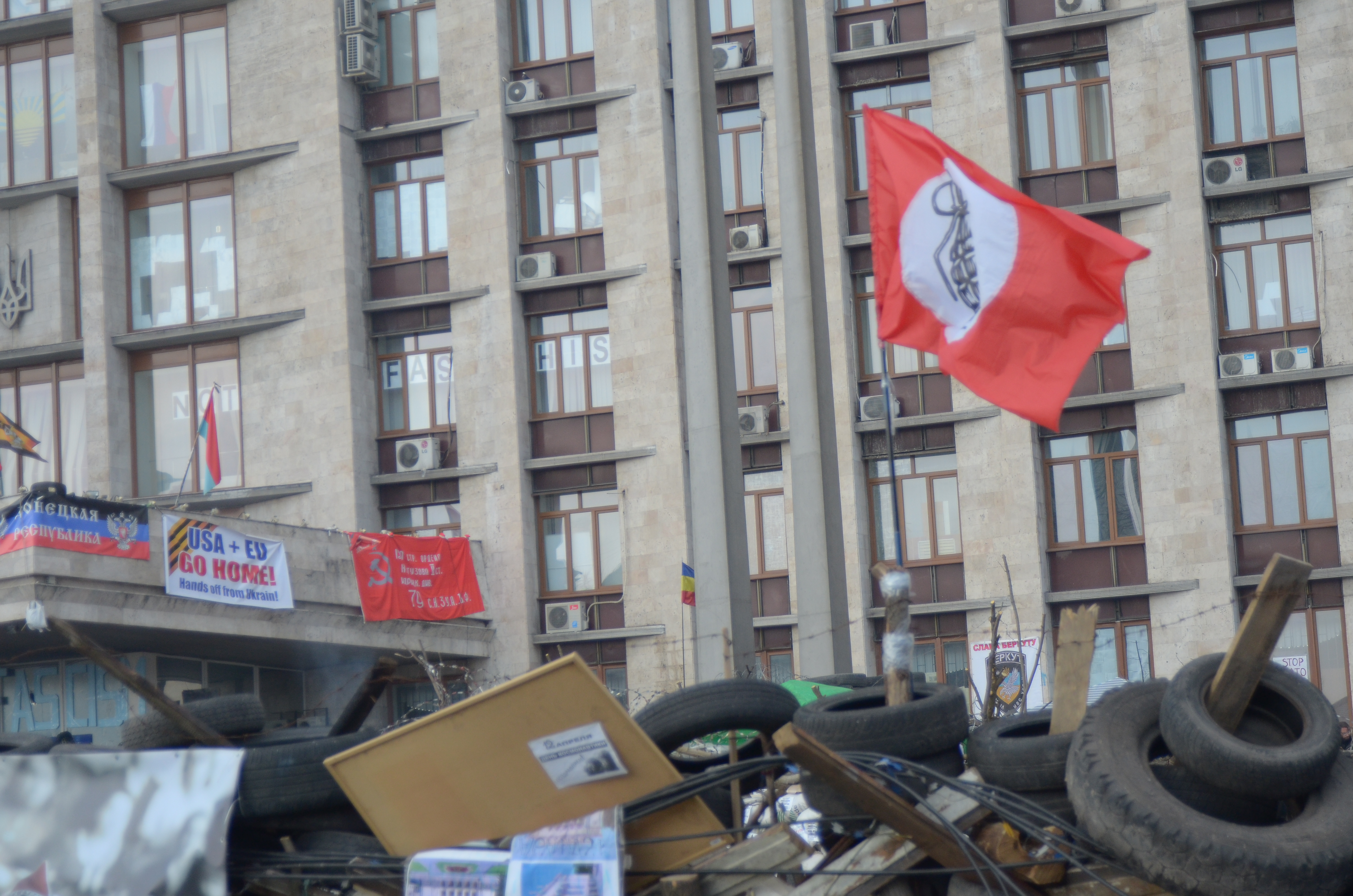
Bandera de La Otra Rusia en Donetsk, Ucrania, durante las protestas prorrusas en abril de 2014

La Otra Rusia (en ruso: Другая Россия, Drugaya Rossíya) es un partido político ruso no registrado fundado el 10 de julio de 2010.
La Otra Rusia fue establecida el 10 de julio de 2010 por exmiembros del Partido Nacional Bolchevique durante su congreso en Moscú. El 21 de enero de 2011, el Servicio Federal de Registro denegó el registro a La Otra Rusia por falta de apoyo popular.
En 2010, tres miembros del partido fueron arrestados y golpeados por su papel en los disturbios de la Plaza Manézhnaya. Estas detenciones fueron señaladas por organizaciones de derechos humanos como motivadas políticamente.
Desde 2014, miembros de La Otra Rusia participaron en las protestas prorrusas en Ucrania. Los miembros del partido formaron tropas armadas y dos miembros de la formación murieron durante la guerra del Dombás.
El 6 de noviembre de 2017, varios activistas del partido fueron arrestados en San Petersburgo por protestas no autorizadas mientras conmemoraban el centenario de la Revolución bolchevique.
El 22 de septiembre de 2018, se celebró en Moscú un congreso especial del partido. Al congreso asistieron Eduard Limónov y otros líderes, así como delegados de las ramas regionales del partido. Beness Aijo participó como representante de las fuerzas armadas de Nueva Rusia.
El ex vice primer ministro Borís Nemtsov dijo que La Otra Rusia "une a nacional-bolcheviques, nacionalistas, liberales, socialdemócratas y socialistas", y agregó que "no hay partidos similares a este en ningún lugar del mundo".